# Salobreña (hrad)
Hrad Salobreña je stavba v andaluském městě Salobreña. Existence opevnění v Salobreñě je potvrzena z 10. století. Současná podoba hradu je směsí arabské a křesťanské architektury.

## Popis
Půdorys má lichoběžníkovitý tvar a dělí se na tři části: interiér odpovídá původnímu alcázaru se čtyřmi věžemi: Torre del Homenaje, Torre Nueva, Torre del Polvorín a Torre Vieja; další dvě, s obrannou funkci jsou rozšířením z konce 15. století. Je zde přístupová věž a obvodové zdi se dvěma věžemi, El Cubo (eliptická) a La Batería (pětiúhelníková). Třetí částí je Coracha, obranný systém, který chrání přívod vody s věžemi Torre del Agua a Torre de la Coracha nebo Baluarte. Zahrady obklopují vnitřní architektonické prvky. Během maurského období sloužil královský palác jako vězení pro granadské panovníky. Z věží je možno dohlédnout až na pohoří Sierra Nevada.
Za španělskou kulturní památku byl prohlášen v roce 1949.